# Michelle Scutt
Michelle Probert-Scutt, valižanska atletinja, * 17. junij 1960, Liverpool, Anglija, Združeno kraljestvo.
Nastopila je na olimpijskih igrah v letih 1980 in 1984, leta 1980 je osvojila bronasto medaljo v štafeti 4×400 m, leta 1984 pa v isti disciplini četrto mesto, obakrat se je uvrstila v polfinale teka na 400 m. Na igrah Skupnosti narodov je osvojila srebrno medaljo v teku na 400 m leta 1982. Istega leta je postala britanska državna prvakinja v teku na 400 m.